# 菅原武男
菅原 武男（すがわら たけお、1938年5月23日 - ）は、日本のハンマー投げ選手。

## 経歴
1960年ローマオリンピック、1964年東京オリンピック、1968年メキシコシティーオリンピック、1972年ミュンヘンオリンピックに出場した。
メキシコシティーオリンピックのハンマー投げでは4位に入賞した。世界で初めて4回転を完成させた選手として知られ、1963年から70年まで日本記録を保持していた。
インドネシア・ジャカルタで開催された1962年アジア競技大会に出場し、ハンマー投で銀メダルを、タイ・バンコクで開催された1966年アジア競技大会に出場し、ハンマー投で金メダルを獲得した。